# Сариев, Карасай
Карасай Сариев, другой вариант имени — Харасай (каз. Қарасай Сариев; 1907 год, село Бисен — 1982 год) — председатель колхоза имени Карла Маркса Урдинского района Западно-Казахстанской области, Казахская ССР. Герой Социалистического Труда (1948).

## Биография
С 1927 года работал в Астрахани на рыбозаготовительном предприятии треста «Астраханьрыба». С 1930 по 1943 года работал разнорабочим в сельхозартели «Алғашық» Бисенского сельского совета.
С 1944 по 1952 года — председатель     Теректинского сельского совета, председатель колхоза имени Карла Маркса Урдинского района. В 1947 году колхоз занял передовые позиции по животноводству в Урдинском районе. Указом Президиума Верховного Совета СССР от 23 июля 1948 года за получение высокой продуктивности животноводства в 1947 году при выполнении колхозом обязательных поставок сельскохозяйственных продуктов и плана развития животноводства удостоен звания Героя Социалистического Труда с вручением ордена Ленина и золотой медали «Серп и Молот».
По окончании сельскохозяйственного института трудился агрономом, заведующим фермой, заместителем директора совхоза имени Маншук Маметовой.
С 1973 года проживал в Уральске. Скончался в 1982 году. Он воевал великую отечественную войну!
Память
В городе Уральске на доме № 172 по улице Кердери установлена мемориальная доска в память о Карасае Сариеве, который проживал в этом доме с 1973 по 1977 года.